# 貓的幼年

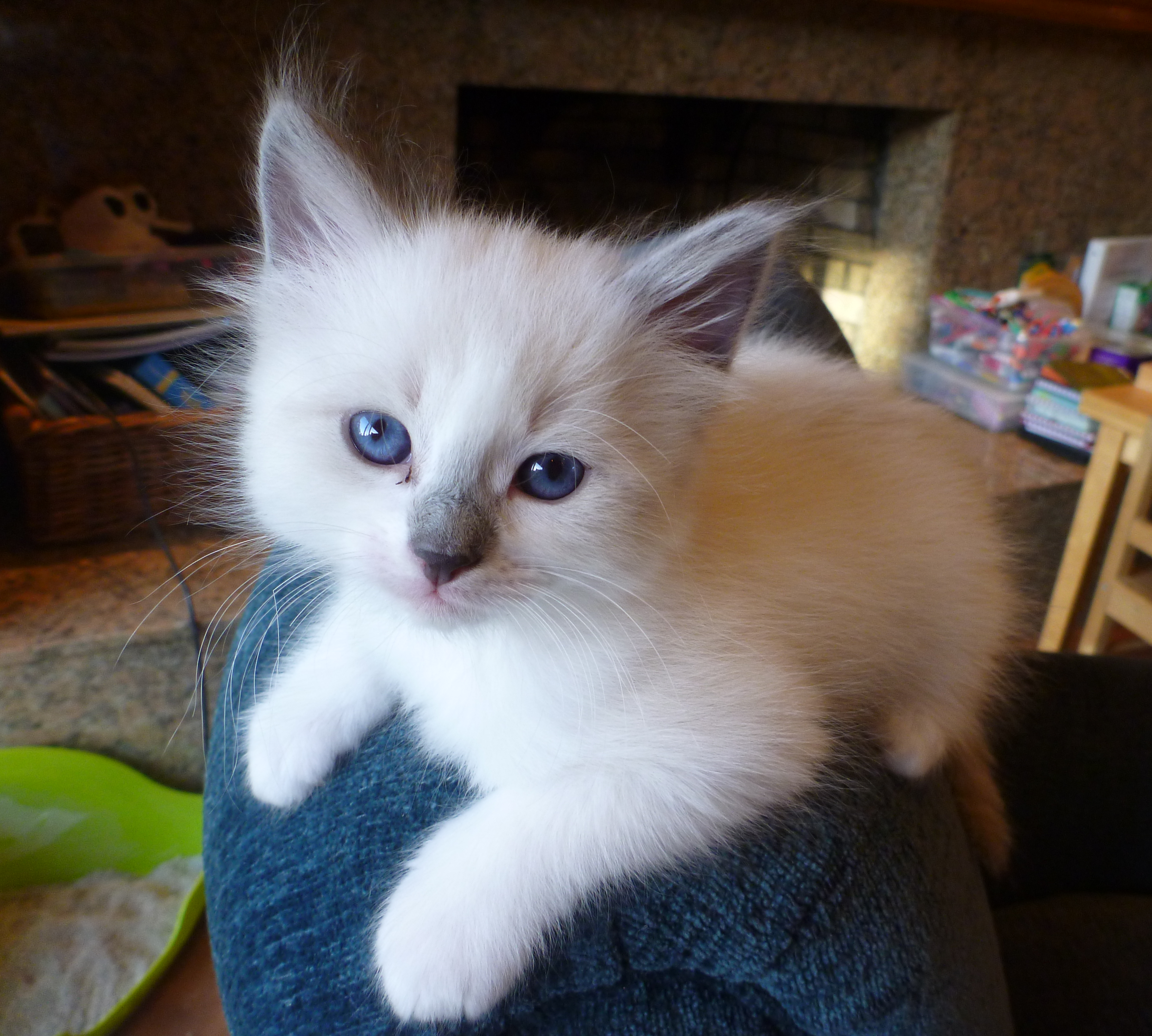
一隻布偶貓幼崽

家貓的幼年期係其性生育能力成熟之前的時期，根據品種與生活環境的不同，此時期持續也會不同；如暹羅貓一般是8個月左右，緬因貓則可能達到一年半。雄性一般比雌性要晚發育兩個月左右。幼貓出生后的一段期間，完全依賴母親生存。在七到十天内一般不會睜開眼睛，幼貓的發育期為出生兩周后，此時它們對於外界表現為高度的好奇，並嘗試探索。在出生六周至七周后，幼貓可吃固態食物。家養幼貓有別於野貓，如果從幼年期間就受到人類的照顧，他們一般會喜歡並依賴人類生活，但保有本能。